# Pokharan

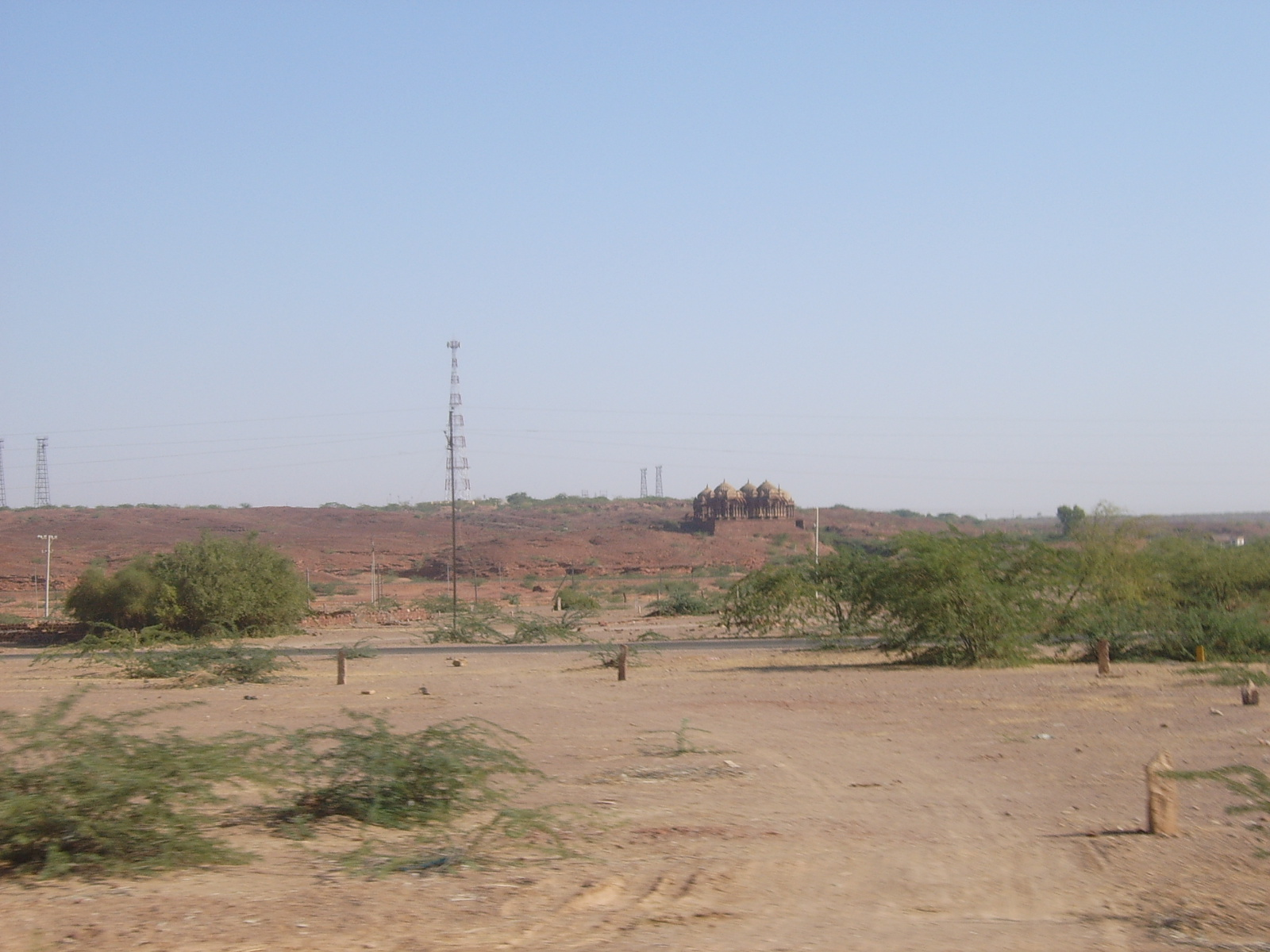
Torre militar em Pokharan

Pokharan ou Pokhran (hi :  पोकरण) é o sitio de ensaios nucleares da India. Encontra-se no deserto do Thar (27,1° N 71,8° E) no Estado indiano do Rajastão.  